# Privredna banka Zagreb
Privredna banka Zagreb o PBZ es el segundo mayor banco de Croacia (por detrás de Zagrebačka banka), propiedad del grupo Intesa Sanpaolo de Italia. Cotiza en la bolsa de Zagreb y es una de las 24 compañías incluidas en el índice bursátil CROBEX.
PBZ fue establecida en 1966 en base de la tradición bancaria de la Primera Caja de Ahorros de Croacia, fundada a su vez en 1846 en Zagreb por miembros de la Asociación de Agricultores de Croacia y Eslavonia. Comenzó su transformación en una compañía de cotización pública en la década de 1990, y fue privatizada en diciembre de 1999 cuando la Banca Commerciale Italiana (BCI) adquirió una participación del 66.3 por ciento en ella, con el gobierno de Croacia reduciendo su participación al 25 por ciento. En 2000 BCI fue fusionada con Banca Intesa y en enero de 2007 Banca Intesa se fusionó nuevamente con Sanpaolo IMI para formar el grupo Intesa Sanpaolo, que en la actualidad incluye a PBZ.
Muchos notables economistas croatas han trabajado en PBZ, incluyendo el actual gobernador del Banco Nacional de Croacia (HNB) Željko Rohatinski (trabajó como jefe económico del banco entre 1998–2000) y el antiguo gobernador del HNB Marko Škreb (elegido jefe económico de PBZ en septiembre de 2007). Božo Prka, el director ejecutivo (CEO) del banco desde 1998, sirvió como ministro de finanzas entre 1995-1997 bajo el gobierno del primer ministro Zlatko Mateša.
PBZ recibió numerosos reconocimientos debido a su fuerte posición en Croacia y en la región por publicaciones especializadas como Euromoney, Global Finance o The Banker, y ha sido por dos veces ganador del premio "Kuna de Oro" por la Cámara de Comercio de Croacia" como mejor banco (2003 y 2004). Desde 2006, Privredna banka Zagreb patrocina el torneo de tenis anual PBZ Zagreb Indoors que es parte del circuito ATP 250.